# Salix tagawana
Salix tagawana — вид квіткових рослин із родини вербових (Salicaceae).

## Морфологічна характеристика
Це кущ. Гілочки від жовтуватих до темно-коричневих, товсті, волохаті, в молодому віці шовковисто запушені. Листки на густо запушених ніжках 1–1.5 см; листкова пластина від довгастої до зворотно-яйцювато-довгастої, 3–7 см; абаксіально (низ) гола чи запушена; адаксіально в молодості біло запушена, зрештою ± гола; основа округла, край цільний, верхівка від гострої до тупої. Жіночі сережки 3.5–5.5 см, нещільні.

## Середовище проживання
Ендемік Тайваню. Населяє гори; 2800–3000 метрів.